# Гарлате
Гарлате (итал. Garlate) је насеље у Италији у округу Леко, региону Ломбардија.
Према процени из 2011. у насељу је живело 2602 становника. Насеље се налази на надморској висини од 204 м.

## Становништво
| 1936. | 1951. | 1961. | 1971. | 1981. | 1991. | 2001. | 2011. |
| ----- | ----- | ----- | ----- | ----- | ----- | ----- | ----- |
| 952   | 1.076 | 1.288 | 1.719 | 2.263 | 2.453 | 2.525 | 2.617 |